# سمیر علی‌اکبروف
سمیر علی‌اکبروف (ترکی آذربایجانی: Samir Ələkbərov؛ زادهٔ ۸ اکتبر ۱۹۶۸) بازیکن فوتبال اهل اتحاد جماهیر شوروی سوسیالیستی است.
از باشگاه‌هایی که در آن بازی کرده‌است می‌توان به باشگاه فوتبال خزر لنکران، باشگاه فوتبال مکابی پتخ تیکوا، باشگاه فوتبال نفتچی باکو، باشگاه فوتبال کشله، و باشگاه فوتبال سومقاییت اشاره کرد.
وی همچنین در تیم ملی فوتبال جمهوری آذربایجان بازی کرده‌است.